# 旧横浜正金銀行ビル
旧横浜正金銀行ビル（きゅうよこはましょうきんぎんこうビル）は、戦前に存在した横浜正金銀行の支店ビル。
横浜正金銀行は、日本の半官半民の貿易金融、外国為替の専門銀行で、租借地である関東州の経済センターとして大連大広場（現・大連中山広場）のところに支店に3F建ての支店を設けた。建築の風格はルネサンス様式のデザインで、上に3つの奇抜な緑色の天井がある。設計は日本の妻木頼黄、太田毅。